# Richard Chase
Richard Trenton Chase (23 de maio de 1950 – 26 de dezembro de 1980) foi um assassino em série estadunidense. Psicótico, matou seis pessoas no espaço de um mês, em Sacramento, Califórnia e ficou conhecido como "O Vampiro de Sacramento", porque ele bebia sangue de suas vítimas e canibalizava seus órgãos internos, fazendo isso como parte de uma ilusão de que ele precisava para impedir os nazistas de transformar seu sangue em pó através do veneno que tinham plantado sob sua saboneteira.

## História
Uma auto-proclamada vitima do abuso nas mãos de sua mãe, Richard Chase exibiria pela idade de 10 anos provas da tríade MacDonald: incontinência urinária, piromania, e zoo-sadismo. Em sua adolescência, ele era conhecido como um alcoólatra e usuário de drogas crônico. Ele sofria de disfunção erétil devido a "problemas psicológicos decorrentes da raiva reprimida"
Chase desenvolveu hipocondria quando amadureceu. Ele sempre reclamava que seu coração ocasionalmente "parava de bater", ou que "alguém lhe tinha roubado a artéria pulmonar." Ele segurava laranjas na cabeça, acreditando que a vitamina C seria absorvida pelo seu cérebro por meio de difusão. Chase também acreditava que os ossos do seu crânio haviam se separado e estavam movimentando-se como placas tectônicas. Ele raspou sua cabeça a fim de assistir a esta atividade.
Depois de deixar a casa de sua mãe (acreditando que ela estava tentando envenená-lo), Chase alugou um apartamento com amigos. Os companheiros de Chase reclamaram que ele estava constantemente embriagado. Chase também andaria nu no apartamento, mesmo em frente dos companheiros. Depois de um tempo eles exigiram que Chase saísse do apartamento e fosse viver em outro lugar. Quando ele se recusou, os companheiros saíram em seu lugar.
Uma vez sozinho no apartamento, Chase começou a capturar, matar e estripar vários animais. Ele então devorava as suas tripas, às vezes misturando os órgãos dos animais com Coca-Cola em um liquidificador bebendo a mistura como um milkshake. Chase argumentou que pela ingestão de criaturas ele impediria que o seu coração encolhesse.
Em 1975, foi levado  involuntariamente a uma instituição mental depois de dar entrada num hospital por envenenamento do sangue, que contraiu após aplicar injeção de sangue de coelho em suas veias. Ele frequentemente partilhava as fantasias de matar coelhos com outras pessoas. Ele já foi encontrado com manchas de sangue ao redor da boca, mas o pessoal do hospital descobriu que ele tinha bebido o sangue de aves e havia jogado os corpos das aves para fora da janela de seu quarto do hospital. Funcionários passaram a referir-se a ele como "Drácula".
Em um dos muitos incidentes em que foi realizado na instituição, ele aplicou sangue do cão de terapia para controlar o seu vício. Ele alegou que obteve as seringas de caixotes do lixo deixados no escritórios do médico. Levou semanas antes que se percebe-se isso, e desde que se descobriu, nunca mais o instituto trouxe quaisquer animais. Às vezes, ele foi visto defecando, momento no qual ele iria pintar arte nas paredes da instituição com as fezes.
Depois de ser submetido a um variado número de tratamentos que envolvem drogas psicotrópicas, Chase não foi considerado mais um perigo para a sociedade e, em 1976, ele foi liberado sob a fiança de sua mãe.
A Mãe de Chase decidiu então que ele não precisava mais tomar a medicação prescrita, o antipsicótico, afirmando que seu filho se tornara um zumbi.  Ela jogou fora a medicação e devolveu Chase ao seu próprio apartamento.
Uma investigação posterior revelou que em meados de 1977, Chase foi parado e detido por um agente local em uma reserva na área de Lake Tahoe. Ele estava com a camisa encharcada de sangue, e dirigia um caminhão com armas e um balde de sangue. Ele convenceu a polícia que foi um mal-entendido envolvendo um animal que havia caçado. Nenhuma acusação foi arquivada.
Em 29 de dezembro de 1977, Chase matou sua primeira vítima. A vítima, Ambrose Griffin,  era um engenheiro de 51 anos de idade e pai de dois filhos. Após o tiroteio, um dos filhos de Griffin relatou ter visto um vizinho andando no bairro Sacramento Oriente, com uma espingarda calibre 22. A arma foi apreendida, mas os testes de balística determinaram que não era a arma do crime.
Em 11 de janeiro de 1978, Chase pediu a uma vizinha um cigarro e, em seguida, à força ameaçou-a até ela entregar todos os cigarros que tinha em casa.
Duas semanas depois, ele tentou entrar na casa de outra mulher, mas, ao ver que suas portas estavam trancadas, afastou-se; Chase depois disse aos detetives que ele tomou portas fechadas como um sinal de que ele não era bem vindo, mas que as portas abertas eram um convite para entrar. Mais tarde ele foi expulso por um casal que volta das compras, apanhando-o a roubar os pertences de sua casa após urinar e defecar em suas camas e roupas.
Teresa Wallin foi a próxima vítima da perseguição de 21 de janeiro. Grávida de três meses, Wallin foi surpreendida em sua casa por Chase, que disparou três vezes, matando-a. Ele então teve relações sexuais com o cadáver, mutilado, e banhado em sangue da mulher morta.
Dois dias depois de matar Wallin, Chase comprou dois cães bebês a um vizinho. Ele matou-os e bebeu o seu sangue.
Em 27 de janeiro, Chase cometeu seu assassinato final. Entrando na casa de Evelyn Miroth, 38 anos, ele encontrou sua amiga, Danny Meredith, a quem ele disparou com sua pistola calibre.22. depois roubou a carteira de Meredith e as suas chaves do carro, ele invadiu a casa,matando fatalmente Miroth a tiros, o filho de Jason, de 6 anos, e seu sobrinho de 22 meses de idade, David. Tal como aconteceu com Wallin, Chase cometeu necrofilia e canibalismo com cadáver de Miroth.
Uma menina de seis anos de idade, namorada na altura de Jason Miroth, bateu na porta, Chase surpreendido, fugiu do local no carro de Meredith, tendo o corpo de David com ele. A menina alertou um vizinho, que contatou a polícia. Ao entrar na casa, a polícia descobriu que Chase havia deixado marcas da mão e marcas de sapatos com o sangue do Miroth.
Chase voltou ao seu apartamento na avenida Watt, Onde ele bebia sangue de Davi e comeu vários de órgãos internos da criança (incluindo o cérebro da criança) antes de descartar o corpo em uma igreja próxima.
Em 1979, o perseguido foi julgado em seis acusações de assassinato. A fim de evitar a pena de morte, a defesa tentou tê-lo considerado culpado de assassinato de segundo grau, o que resultaria em uma pena de prisão perpétua. O caso deles dependia da história da possibilidade de doença mental e a sugestão de que seus crimes não foram premeditados.
Em 8 de maio, o júri no caso altamente divulgado, Chase foi considerado culpado de seis acusações de assassinato em primeiro grau e foi condenado a morrer na câmara de gás. Eles rejeitaram o argumento de que ele não era culpado por razões de insanidade. Seus companheiros de prisão, ciente da natureza gráfica e dos bizarros crimes de Chase, temiam-no, e de acordo com os funcionários da prisão, muitas vezes eles tentaram convencer Chase a cometer suicídio.
Chase concedeu uma série de entrevistas com Robert Ressler, durante a qual falou de seus temores de nazistas e UFOs, alegando que, embora ele tivesse matado, não foi culpa dele, ele tinha sido forçado a matar para se manter vivo, que ele acreditava que qualquer pessoa o faria. Ele pediu Ressler para lhe dar acesso a um radar, com o qual ele poderia apreender os UFOs nazistas, de modo que os nazis poderiam ir a julgamento pelos assassinatos. Ele também entregou Ressler uma grande quantidade de macarrão e queijo, que ele tinha sido acumulado nos bolsos das calças, acreditando que os agentes penitenciários estavam em parceria com os nazistas e tentar matá-lo com comida envenenada. Os críticos alegam que Chase estava colocando um acto a Ressler para ganhar a simpatia do público e obter o seu pedido de insanidade reconsiderada em sede de recurso, evitando assim a sentença de morte. Em 26 de dezembro de 1980, um guarda da prisão encontrou Chase deitado em sua cama contorcido, sem estar a respirar. Uma autópsia determinou que ele cometeu suicídio com uma overdose de antidepressivos prescritos pelo médico da prisão, no qual ele tinha guardado durante várias semanas. Não está claro se ele fez isso por sugestões de outros presos ou o seu próprio estado mental o fez.